# Vipio simulator
Vipio simulator är en stekelart som beskrevs av Kokujev 1898. Vipio simulator ingår i släktet Vipio och familjen bracksteklar. Inga underarter finns listade i Catalogue of Life.